# Thorakitès

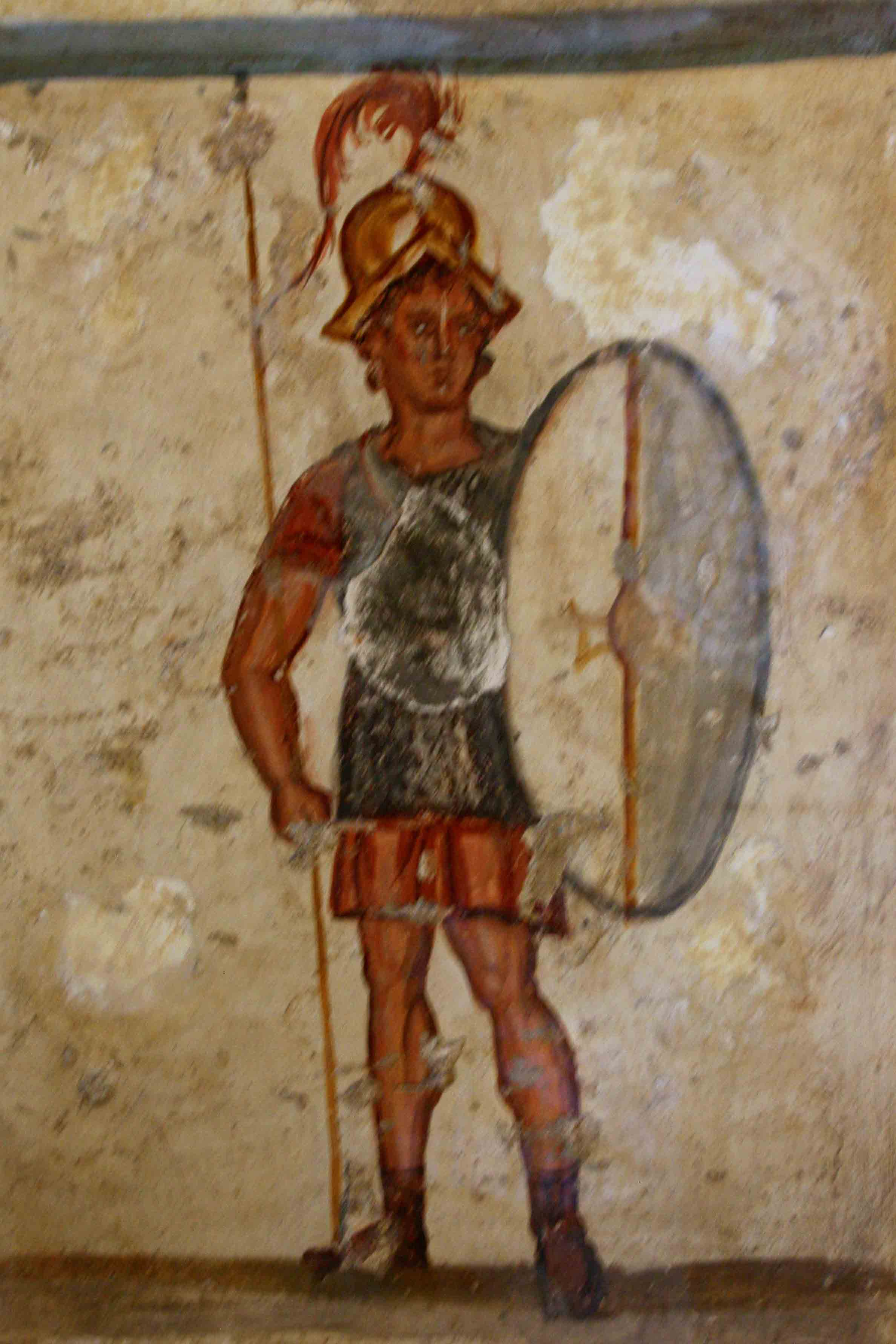
Fresque de Sidon du, représentant un thorakitès séleucide portant une cotte de mailles et un bouclier (thuréos), Musée archéologique d'Istanbul.

Un thorakitès (en grec ancien θωρακίτης / au pluriel θωρακίται) est un type de fantassin de l'époque hellénistique apparu  au IIe siècle av. J.-C. Les thorakitai sont des thuréophores plus lourdement protégés.

## Origines et équipement
Les thorakitai sont mentionnés dans l'armée de la Ligue achéenne, et dans l'armée séleucide à partir de la fin du IIe siècle av. J.-C.. Dans le royaume séleucide, leur existence est attestée par des fresques retrouvées en Phénicie (à Sidon) et en Anatolie. L'inscription, fragmentaire, trouvée à Sidon indique que le soldat est d'origine anatolienne. Sans doute au contact des Galates, l'équipement des thuréophores s'est alourdi pour en faire des « porteurs d'armure » protégés par une cotte de mailles voire un linothorax et un bouclier ovale d'origine celte, le thuréos. On suppose que les thorakitai sont armés d'une lance, de javelots et d'une épée. 
Dans l'armée séleucide, les thorakitai sont à l'origine pour la plupart sont des mercenaires galates, juifs ou anatoliens. Ils commencent à supplanter les phalangites à la fin du IIe siècle av. J.-C. siècle dans le contexte d'une romanisation de l'armée séleucide avec l'emploi d'unités plus mobiles.

## Utilisation tactique
Les thorakitai ont été utilisés massivement dans les armées hellénistiques dans diverses situations tactiques à partir du IIe siècle av. J.-C. Ils s'apparentent à une infanterie moyenne, bien protégées mais mobiles ; et ils n'ont pas besoin d'une formation rigide pour être efficace au combat. Ils sont capables de se ranger en phalange mais aussi de se livrer à des actions de tirailleurs et à combattre dans des terrains accidentés. Ils sont en effet mentionnés durant l'anabase d'Antiochos III en 210 av. J.-C. dans la région du mont Elbrouz où ils ont été utilisés avec les troupes légères pour grimper sur les falaises et se battre au corps à corps contre les adversaires, sans parvenir à les déloger.

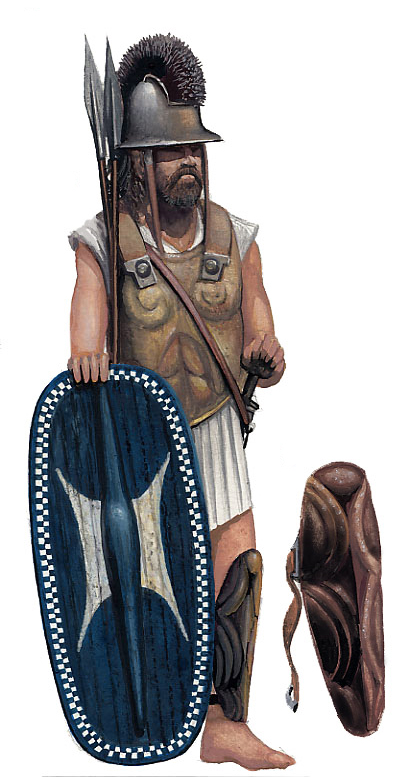
Thorakitès illyrien équipé d'un thuréos et d'un plastron métallique.
Thorakitès celte équipé d'un thuréos et d'une cotte de mailles.
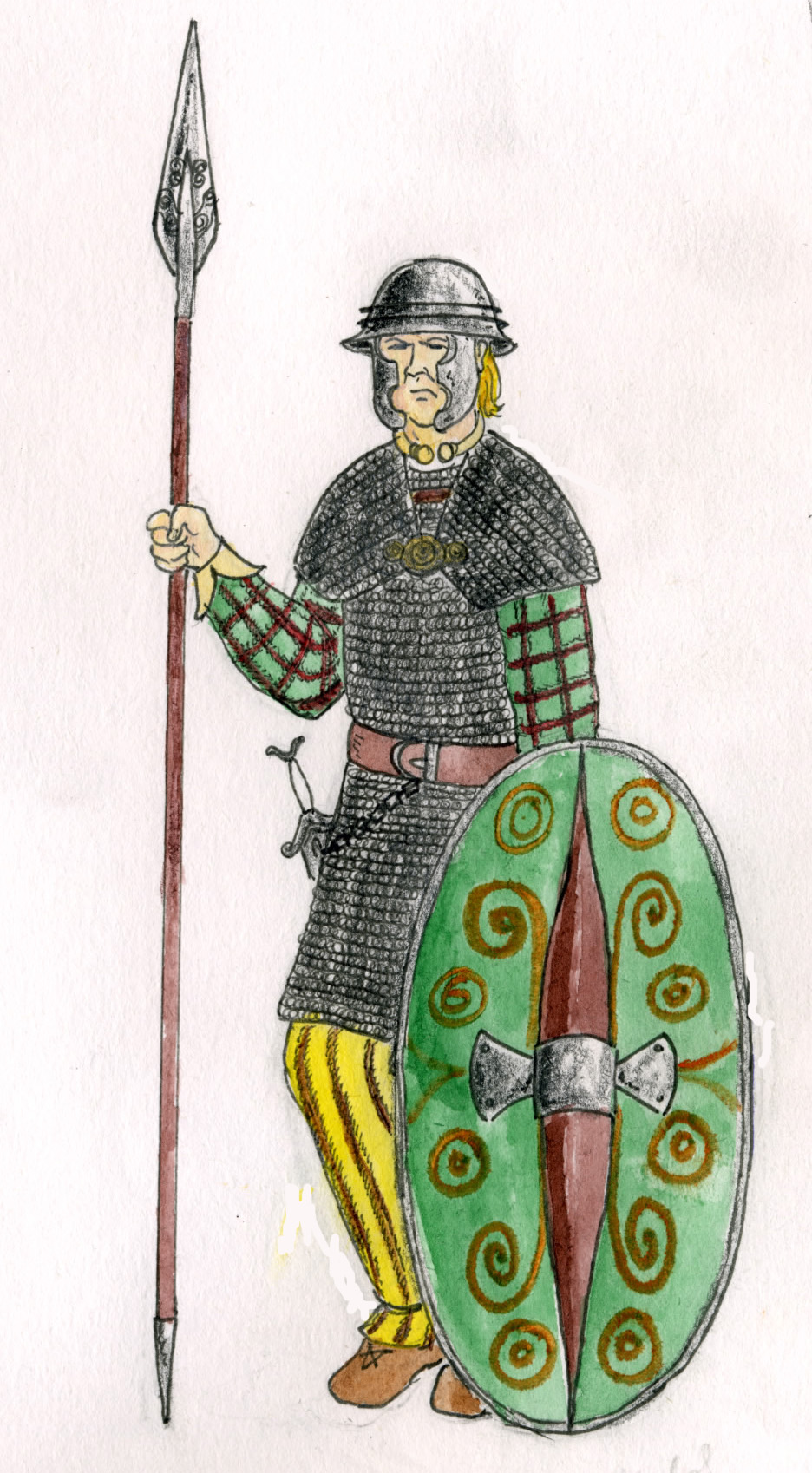
Thorakitès celte équipé d'un thuréos et d'une cotte de mailles.